# Jack e la pianta di fagioli

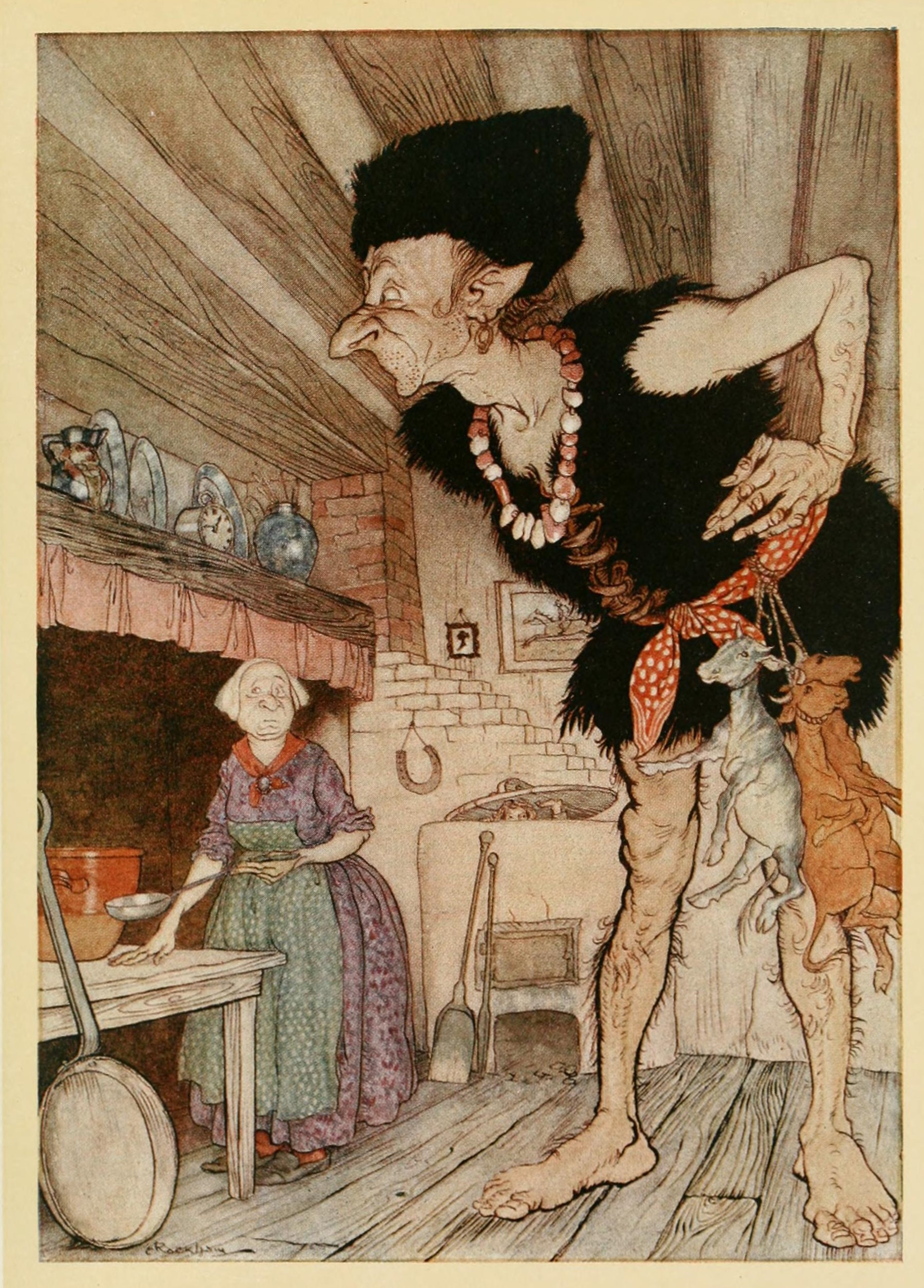
Illustrazione di Arthur Rackham da English Fairy Tales (1918), di Flora Annie Steel.

Jack e la pianta di fagioli (Jack and the Beanstalk) è un racconto popolare inglese, diffuso in Gran Bretagna e Stati Uniti. Ne esistono numerose varianti, ed è noto con diversi titoli; in italiano "Jack" diventa talvolta "Giacomino". Il racconto è conosciuto anche con il titolo Jack e il fagiolo magico.

## Trama
C'era una volta un ragazzo di nome Jack, che viveva in una fattoria con sua madre vedova. La mucca il cui latte sfamava tutta la famiglia aveva smesso di dare latte, quindi andava venduta. Allora Jack andò a vendere la mucca.
Incontrò un vecchio signore che, in cambio della mucca, gli offrì 5 fagioli magici. Ma quando Jack rientrò a casa, la madre andò su tutte le furie per ciò che aveva fatto il figlio e così gettò i fagioli dalla finestra, per poi punire il ragazzo mandandolo a letto a digiuno.
Il mattino seguente, era spuntata un'enorme pianta di fagioli. Jack si arrampicò su per la pianta e trovò il castello di un gigante. All'arrivo del gigante che disse: «Ucci ucci, sento odor di cristianucci», il ragazzo si nascose.
Jack osservò la moglie del gigante preparare una lauta cena per il marito e vide questo contare tanti sacchetti di monete d'oro. Quando il gigante si addormentò, Jack si impadronì dell'oro.
Il giorno dopo, si arrampicò di nuovo sulla pianta e stavolta rubò una gallina dalle uova d'oro, anch'essa di proprietà del gigante. Infine, la terza volta, Jack si appropriò dell'arpa del gigante, ma lo strumento chiese aiuto e il gigante si lanciò all'inseguimento giù per la pianta. Terrorizzato, il ragazzo abbatté il tronco e il gigante cadde, schiantandosi al suolo. Da allora lui e la mamma vissero nell'agiatezza e nella gioia.

## Origini
L'autore originale è ignoto. La prima pubblicazione apparve nel libro The History of Jack and the Bean-Stalk (1807), stampato da Benjamin Tabart (nato nel 1767). In seguito, la fiaba fu resa popolare soprattutto dalla raccolta di favole English Folk & Fairy Tales di Joseph Jacobs.
R. E. Raspe, nel libro Il Barone di Munchhausen (1786) scrive: «Mi ricordai di una proprietà singolare che hanno i fagioli in Turchia: essi, appena piantati crescono con rapidità vertiginosa. Io ne piantai uno immediatamente e quello cominciò subito a crescere rigoglioso. In breve raggiunse un’altezza vertiginosa e poi continuò a crescere ancora fino a che un suo virgulto si abbracciò a uno dei corni della luna.».

## Adattamenti

### Cinema

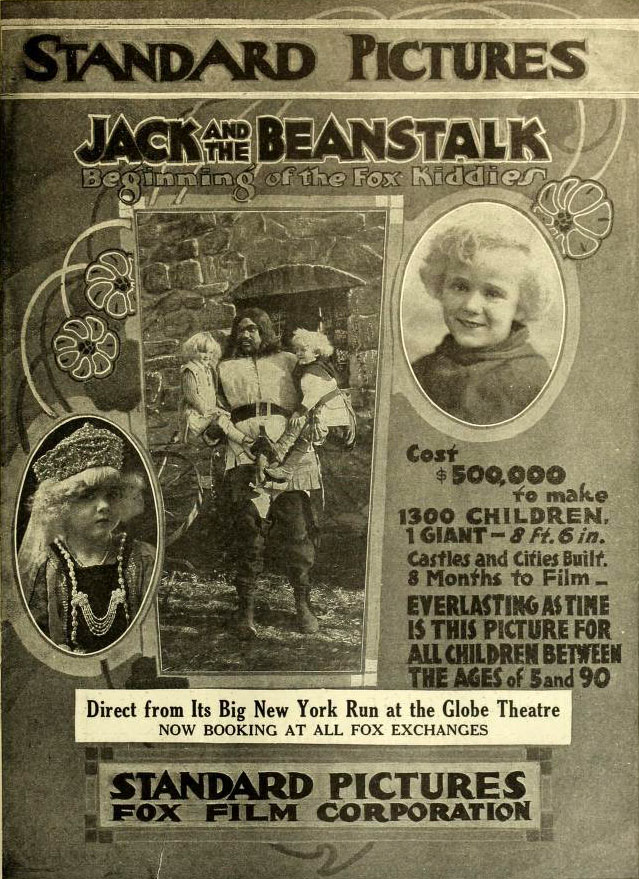
Pubblicità del film statunitense del 1917.

- Jack and the Beanstalk, cortometraggio del 1902 diretto da George S. Fleming e Edwin S. Porter.
- Jack and the Beanstalk, cortometraggio del 1912 diretto da J. Searle Dawley.
- Jack and the Beanstalk, cortometraggio del 1912 prodotto dalla Kinemacolor Company.
- Jack and the Beanstalk, cortometraggio del 1913 prodotto dalla Thanhouser Film Corporation.
- Jack and the Beanstalk, film del 1917 diretto da Chester M. Franklin (come C.M. Franklin), Sidney Franklin (come S.A. Franklin).
- Nel 1918, la fiaba è lo spunto per una fantasia sognata della piccola protagonista di Milady o' the Beanstalk, un film interpretato da una famosa attrice bambina dell'epoca, Baby Marie Osborne.
- Jack and the Beanstalk, cortometraggio del 1922 diretto da Walt Disney.
- Jack and the Beanstalk, cortometraggio del 1924 diretto da Alfred J. Goulding.
- Jack and the Beanstalk, cortometraggio di animazione del 1924 diretto da Herbert M. Dawley.
- Topolino interpreta una versione della fiaba nel secondo segmento del lungometraggio animato Bongo e i tre avventurieri (1947).
- Jack e i fagioli magici, film d'animazione giapponese del 1974 diretto da Gisaburō Sugii.
- Jack e la pianta di fagiolo, cortometraggio animato giapponese del 1975, per la serie Le più famose favole del mondo.
- Alla storia si è ispirato il film Jack e il fagiolo magico (2001).
- Jack and the Beanstalk, film del 2010 diretto da Gary J. Tunnicliffe.
- Il personaggio di Jack e la leggenda dei fagioli magici sono ripresi nel film d'animazione Il gatto con gli stivali del 2011.
- Il cacciatore di giganti, diretto da Bryan Singer (2013).
- Jack è uno dei protagonisti del musical Into the Woods nonché dell'omonima trasposizione cinematografica del 2014 diretta da Rob Marshall.
- Nel 2014, la Disney ha annunciato un film basato sulla fiaba che si sarebbe intitolato Gigantic e sarebbe dovuto uscire nel 2019. Tuttavia il progetto è stato cancellato e/o rimandato.

### Altro
- Jack and the Beanstalk, videogioco del 1984 per home computer.
- The Simpsons: Bart & the Beanstalk, videogioco del 1994 per Game Boy.
- Nel 2006 iniziò la pubblicazione di Jack of Fables, serie a fumetti con protagonista Jack, spin-off di Fables.
- Fairy Tale, la fiaba viene citata nel libro di Stephen King del 2022.